# 2025年加拿大抵制美国运动
在2025年美国与加拿大、墨西哥爆发贸易战的背景下，加拿大民众开始抵制美国，既包括美国消费品，也包括赴美旅游。
据民意调查显示，91%的加拿大人希望加拿大减少对美国的依赖，较修复对美关系更可取。许多加拿大人认为这种对美态度的转变是前所未有的。《卫报》援引一位40多岁的加拿大女性的话说：“这是我一生中从未见过的转变，也是我父母从未见过的转变。加拿大正在远离美国——如果不是永远，至少也会在很长一段时间内。”2025年2月，90%的加拿大人表示密切关注贸易战问题，这是自COVID-19疫情开始以来对新闻报道关注度最高的一次。

## 抵制美国商品

加拿大产品标签（非官方）

加拿大制造标签（非官方）

自贸易战爆发后，加拿大民众开始抵制美国商品。2025年2月下旬，安格斯·里德研究所的一项民意调查发现，98%的受访者表示，他们“在逛货架时会寻找‘加拿大制造’的商品”。“一半 (48%) 的受访者表示，他们会尽可能多地更换能找到替代品的产品，而37%的受访者表示，他们会更换那些价格和质量相似的商品”，总共有85%的受访者表示，他们至少更换了一些美国商品。一些加拿大民众加入了Facebook等社交媒体上的“购买加拿大商品”群组，据报道，其中一个群组拥有120万名成员（截至2025年3月初）。
据报道，加拿大企业张贴标语鼓励消费者购买加拿大产品，或仅贴上标明加拿大制造商品的标签。《卫报》援引金斯顿女王大学副教授肯尼斯·黄的话说：“他对加拿大消费者的自然反应感到惊讶：在他去当地的杂货店时，本土苹果已经售罄，而旁边的一箱美国苹果似乎完好无损。”一些加拿大人表示愿意支付更高的价格来避免购买美国产品。
抵制美国商品的运动亦蔓延至总部位于美国的全球性流媒体平台，包括Netflix和Disney+。

## 抵制赴美旅游
抵制活动还包括赴美旅游。2024年，加拿大游客在美国消费205亿美元，访问美国的加拿大游客人数达到2040万。在抵制运动开始前，加拿大是美国最大的国际游客来源国。
2月中旬，安格斯·里德的一项调查发现，48%的受访者已经“或很可能”取消或推迟前往美国的计划。2月底，另一项调查发现，在20%计划于2025年前往美国的魁北克人中，45%已经取消或打算取消行程。这意味着美国的经济损失估计为30亿加元。2025年2月，乘坐飞机前往美国的休闲旅行人数比2024年2月下降40%。2025年3月的调查发现，62%的加拿大人计划次年避免前往美国，美国旅游团体担心他们会失去加拿大游客。
旅行社报告称，前往美国的旅行人数下降，前往墨西哥或欧洲的旅行人数增加。总部位于金斯顿的旅行社枫叶旅游（Maple Leaf Tours）报告称，该社的美国旅行团因取消行程而减少30%。魁北克一家专门经营前往迪士尼和环球影城旅游的旅行社声称，从2025年2月到3月，旅行社的预订量下降60%。2025年3月，位于美加边境的素里一家免税店的老板表示，由于加拿大人前往美国的旅行减少，“我们的业务下降了80%以上，现在我们裁员并缩短了工作时间。今天早上，我们只有三到四名精干的员工，而通常我们有大约20名员工在工作。”
受到关税影响，加拿大航空宣布自2025年3月減少飛往佛羅里達州、拉斯維加斯和亞利桑那州的航班約10%。有旅行社负责人表示从加拿大飞往美国的往返机票虽价格大幅下降，但仍無人問津。
有传闻称，一些加拿大游客即使放弃押金也会取消行程。例如，佛罗里达州一家汽车旅馆的老板说：“我见过一位顾客放弃1,000美元的押金，选择去古巴”；不列颠哥伦比亚省的一位女士甚至放弃5,000加元的押金，取消了前往加利福尼亚州棕榈泉的五周假期。然而，一些旅行社表示，这种取消情况很少见。
一些加拿大雪鸟族出售了在美房产；CBC新闻报道称，佛罗里达州劳德代尔堡房地产经纪人亚历山德拉·杜邦表示，目前她挂牌出售35处房产，其中约30处为加拿大人所有，但没有一个加拿大买家求购。这是她12年房地产销售生涯中前所未有的情况。”拥有加拿大和美国双重国籍的鲍勃·埃兹林不仅从美国搬回加拿大，还宣布计划放弃美国国籍。
除了前往墨西哥或欧洲等地，许多加拿大人还选择在加拿大境内旅游；各省注意到加拿大游客的兴趣日益浓厚，并正在部署新的广告活动来鼓励加拿大人前来旅游。

## 官方支持抵制
抵制活动得到了加拿大政界人士的支持，尤其是加拿大时任总理贾斯汀·特鲁多于2025年2月1日呼吁加拿大人尽可能“选择加拿大的产品和服务，而不是美国的产品和服务”。外交部长梅拉妮·乔利于2月3日在一档电视节目中也建议取消或避免前往美国。3月5日，艾伯塔省宣布计划开展“大规模”宣传活动，以帮助艾伯塔省人识别艾伯塔产品。

## 加拿大人对抵制目标的看法
对唐纳德·特朗普和美国的普遍愤怒助长了抵制活动，但不同的加拿大人显然对他们的抵制目标和加拿大目前所处境况的罪魁祸首有不同的看法。事实上，《卫报》总结了加拿大人的评论，写道：“虽然有些人表示，他们将特朗普政府与他们的美国邻居区分开来，但其他人则对美国人民抱有个人敌意，称他们想‘打压’他们‘教育程度低的南方邻居’，正如一位来自不列颠哥伦比亚省的女性所说，这与许多人的言论如出一辙。”同样，一位来自新不伦瑞克省的女性表示：“加美两国关系破裂。现在很多加拿大人都讨厌美国。你怎么能和一个威胁你的经济、开玩笑说要让你屈服的邻居保持良好关系呢？”
相反，许多加拿大人把责任全部归咎于唐纳德·特朗普。例如，安大略省省长道格·福特在3月4日的新闻发布会上就特朗普实施关税一事多次表示：“造成这一问题的不是美国人民，也不是民选官员，而是一个人，那就是特朗普总统。”他接着表示，在他看来，安大略省对美国关税的报复是“我最不想做的事情。我想在货架上放更多的酒。我想给你们更多的电力。我想尽我所能与我们最亲密、最热爱的朋友保持良好的关系。”

## 对文化的影响
总体而言，抵制活动并未波及美国文化，尽管也有一些反例。例如，据报道，一些咖啡馆将美式咖啡重新命名为“加拿大式咖啡”。